# Mariakapel (Schinveld, Laevenweide)
De Mariakapel is een kapel in Schinveld in de Nederlands Zuid-Limburgse gemeente Beekdaelen. De kapel staat in de woonwijk Laevenweide in een tuinmuur van boerderij Laeven in de nabijheid van de straten Aan 't Kapelke en In de Winkel. In de Schinveldse Bossen staat een tweede Mariakapel.
De kapel is gewijd aan Maria.

## Geschiedenis
Ten minste sinds 1706 stond er nabij de kruising van de Provinciale weg en de Brunssummerstraat een kapel.
In de jaren 1960 werd de oude kapel afgebroken om ruimte te maken voor de wegverbreding van de Provinciale weg. Op die plaats is later een wegkruis geplaatst.
In 1995 werd in een voormalige toegangspoort van de boerderij door de buurtvereniging Laevenweide en de boer van boerderij Laeven een kapel gemaakt als aandenken aan de verdwenen kapel. Het voormalige poortgebouw gebruikte men voor die tijd als zomerhuisje. Op 1 juli 1995 werd de kapel door de pastoor ingezegend.

## Bouwwerk
De bakstenen kapel is opgetrokken op een rechthoekig plattegrond en wordt gedekt door een gebogen tentdak met leien. Op de top van het dak staat een windwijzer. Aan de voorzijde bevindt zich de segmentboogvormige toegang tot de kapel die wordt afgesloten met een ijzeren hek. Naast de kapel is in de tuinmuur een gedenksteen aangebracht met de tekst:

BL
gebouwd 8 juni 1706
gerenoveerd 1 juli 1994

Van binnen is de kapel wit geschilderd en is het plafond gemaakt van schrootjes en grijs geschilderd. Tegen de achterwand van de kapel is het blauwe altaar geplaatst. Op het altaar staat onder een stolp van plexiglas het polychrome Mariabeeld dat een gekroonde Maria toont met op haar linkerarm het kindje Jezus. Jezus maakt met zijn rechterhand een zegenend gebaar en houdt een rijksappel vast dat symbool staat voor zijn wereldheerschappij. Boven het Mariabeeld is een geel-wit doek gedrapeerd.